# Kim Carnes
Kim Carnes (Los Angeles, Kalifornia, 1945. július 20. –) kétszeres Grammy-díjas amerikai énekesnő és dalszerző. Pályafutását az 1960-as években kezdte, ebben az időben dalokat írt más zenészeknek, fellépett néhány helyi zenei klubban, és számos háttérvokálban közreműködött más művészek dalaiban.
Legismertebb dala az 1981-ben megjelent Bette Davis Eyes, amely kilenc hétig volt a Billboard Hot 100 slágerlista első helyén, illetve Grammy-díjat is szerzett.

## Nagylemezek
- 1971: Rest on Me
- 1975: Kim Carnes
- 1976: Sailin'
- 1979: St. Vincent's Court
- 1980: Romance Dance
- 1981: Mistaken Identity
- 1982: Voyeur
- 1983: Café Racers
- 1985: Barking at Airplanes
- 1986: Light House
- 1988: View from the House
- 1991: Checkin' Out the Ghosts
- 2004: Chasin' Wild Trains